# Gomme gellane
La gomme gellane (E418) est un polyoside extracellulaire d'origine microbienne. C’est un gélifiant utilisé en agroalimentaire.

## Origine
La gomme gellane est produite par la bactérie Sphingomonas elodea (ex Pseudomonas elodea), qui se développe naturellement sur des plantes aquatiques appelées élodées.

## Chimie
La gomme gellane est un hétéropolyoside linéaire anionique basé sur des unités d'oligoside composé de 4 oses (tétra-oside). Le D-glucose, le L-rhamnose et l'acide D-glucuronique en proportions 2:1:1 sont présents dans la gomme gellane sous forme d'éléments monomères.
La gomme gellane forme des gels en présence d’ions de sels, comme le chlorure de potassium et le chlorure de sodium. Elle s’utilise à des concentrations très faibles (entre 0,5  à   5 g·kg-1 environ). Les gels formés sont transparents et stables à la chaleur et à une large plage de pH (3 à 10).
La gomme est soluble dans l'eau et insoluble dans l’éthanol.
Le numéro EINECS est 275-117-5 et son numéro CAS 71010-52-1. Son poids moléculaire est d'environ 500 000g/mol.

## Production
Sa production a été mise au point dans les années 1970-80. La gomme est produite en bioréacteurs grâce à la fermentation monoculture d’un saccharide par certaines souches naturelles de culture de Pseudomonas elodea. L'extraction est réalisée par précipitation dans l'alcool isopropylique du filtrat de la culture, qui ensuite est séché et broyé. L'acide glucuronique est neutralisé par ajout de sel de potassium, sodium, calcium ou magnésium. Elle est vendue sous forme de poudre blanche.

## Utilisation dans l'industrie agroalimentaire
La gomme gellane est utilisée comme additif alimentaire, en tant que gélifiant, épaississant, et stabilisateur. Elle a également des propriétés filmogènes et de suspension.